# Barbara Gisler-Haase
Barbara Gisler-Haase (* 23. April 1951 in Wien) ist eine österreichische Flötistin, Autorin einschlägiger Lehrwerke und Vizerektorin an der Universität für Musik und darstellende Kunst Wien.

## Leben
Nach dem Besuch des Musikgymnasiums Wien und einem Studium der Querflöte an der damaligen Hochschule für Musik und darstellende Kunst in Wien erlangte Gisler-Haase 1973 das Konzertdiplom mit einstimmiger Auszeichnung. Ab 1974 übte sie eine Lehrtätigkeit an der Universität für Musik und darstellende Kunst Wien aus.
1999 wurde sie Ordentliche Universitätsprofessorin für Flöte an der Abteilung für Blas- und Schlaginstrumente; Von 2002 bis 2015 war sie Institutsvorständin des Leonard Bernstein Institutes für Blas- und Schlaginstrumente der Universität für Musik und darstellende Kunst Wien. Barbara Gisler-Haase hält jährlich Meisterkurse, Seminare zu Fragen der Didaktik und Begabtenförderungskurse. Seit Oktober 2015 hat Gisler-Haase das Amt als Vizerektorin für Lehre und Nachwuchsförderung Universität für Musik und darstellende Kunst Wien. Ihr Geschäftsbereich umfasst organisatorische Angelegenheiten der Lehre und die strategische Weiterentwicklung des Lehrangebots an der mdw.
Nach zahlreichen Preisen bei Jugend musiziert war sie 1974 Preisträgerin beim Internationalen Flötenwettbewerb „Prager Frühling“. In den nachfolgenden Jahren wurde sie Mitglied des Eurasia Quartettes, des Wiener Nonettes und der Wiener Bachsolisten. 1983 folgte die Gründung des Ensembles Vienna Flautists, einer Gruppierung von acht Querflötisten von der Kontrabassflöte bis zum Piccolo. 1997 gründete sie das Jubal Trio Wien in der Besetzung Flöte, Violoncello und Klavier, spielte mit der Gruppe CDs ein und gab zahlreiche Konzerte.
Barbara Gisler-Haase arbeitete auch an Forschungsaufträgen des Forschungsförderungsfonds zur Verbesserung von Querflöten mit. Gemeinsam mit dem Flötenbauer Werner Tomasi entwickelte sie 2009–2010 Flöten für Kinder ab dem 5. Lebensjahr nach dem „Wave Line“-Prinzip und wurde dafür mit einem Houska-Anerkennungspreis ausgezeichnet.

## Publikationen
„Magic Flute“, die Flötenschule von Anfang an (Universal Edition)
- 2010: „Magic Flute“ Band I (Universal Edition)
- 2011: „Magic Flute“ Band II (Universal Edition)
- 2011: „Magic Flute“ Band III (Universal Edition)
- “fit for the Flute” Band I Fingertechnik (Universal Edition)
- “fit for the Flute” Band II Klang und Intonation (Universal Edition)